# Eremiaphila bovei
Eremiaphila bovei è una specie di mantide religiosa appartenente al genere Eremiaphila.